# مباريات الجوع: الطائر المقلد - الجزء الأول (الموسيقى التصويرية)
مباريات الجوع: الطائر المقلد - الجزء الأول (بالإنجليزية: The Hunger Games: Mockingjay, Part 1 (soundtrack))‏؛ هو الألبوم الموسيقي الرسمي المُصاحب لفيلم مباريات الجوع: الطائر المقلد - الجزء الأول، صدر في 17 نوفمبر 2014 بمدة 50 دقيقة و11 ثانية، وتضمّن 14 أغنية، من بينها أغنيات: "ملتداون" لستروماي، "آل ماي لاف" لماجور ليزر و"يلو فليكر بيت" للورد، إضافة إلى أغنية "ذا هانغيغ تري المعروفة باسم أغنية شجرة الشنق.